# Euroga zwischen Rhein und Maas
Euroga zwischen Rhein und Maas ist ein Radwegenetz in Nordrhein-Westfalen und den Niederlanden. Im Rahmen der Euroga 2002/2003, einer seinerzeit dezentralisierten nordrheinwestfälischen Landesgartenschau, wurde dieses Netz im Jahr 2002 neu erstellt. Die Routen führen auf 620 km durch die Städte Düsseldorf, Neuss, Krefeld und Mönchengladbach und durch die Kreise Viersen, Mettmann und den Rhein-Kreis Neuss sowie auf niederländischer Seite durch die Provinz Limburg. Die Radwege liegen an Projekten, die im Rahmen der Euroga restauriert wurden.

## Logo

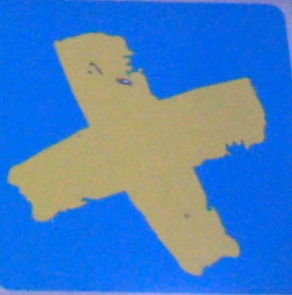
Logo der Euroga-Route
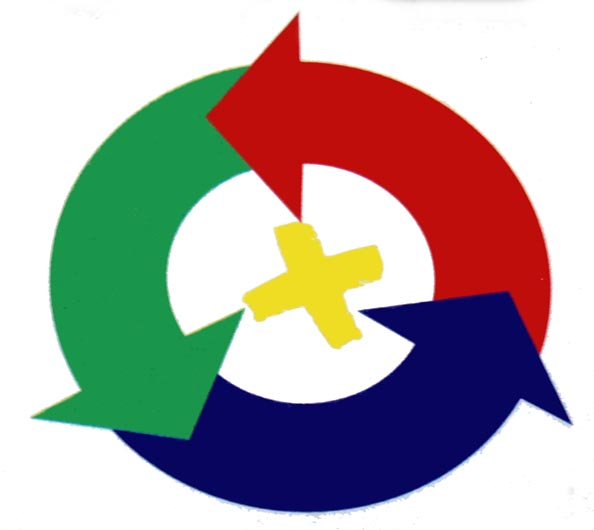
Logo des Rundwegs in Ratingen
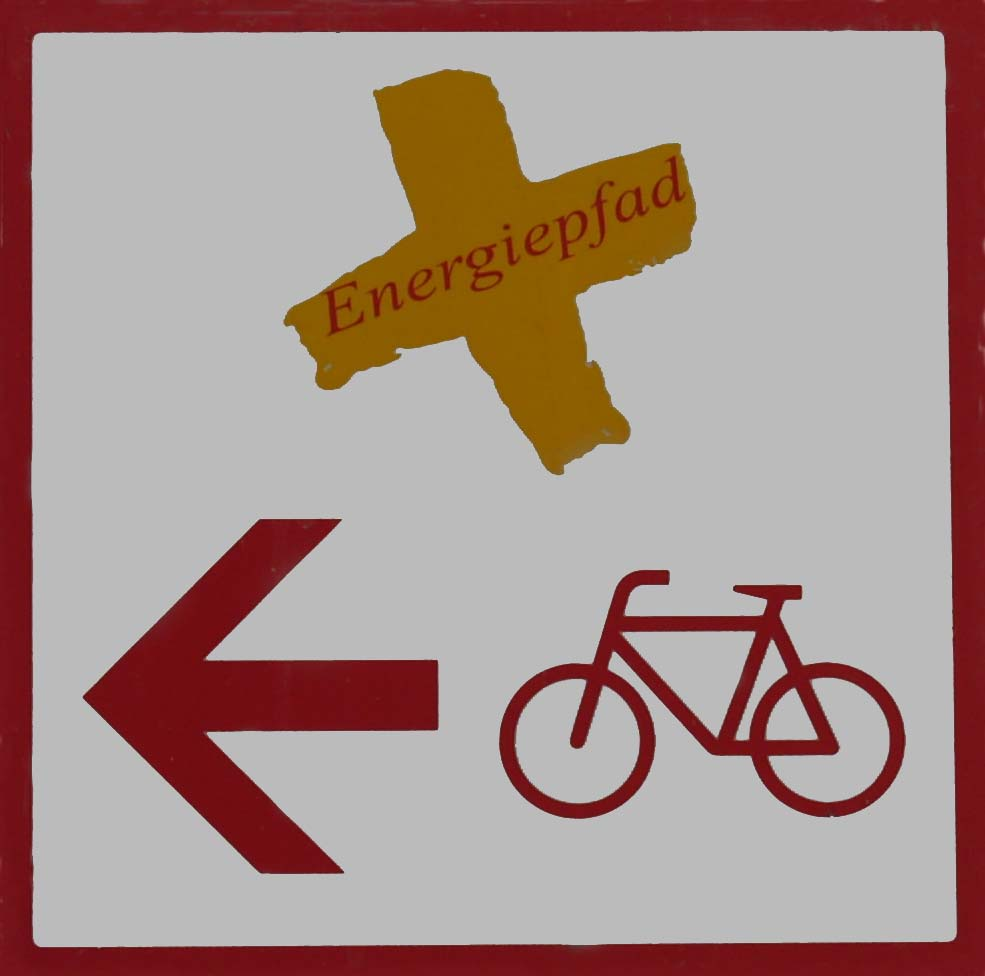
Logo des Energiepfades Grevenbroich

Das Logo zeigt ein schräggestelltes gelbes Kreuz auf blauem Grund.
In Grevenbroich gibt es den Energiepfad Grevenbroich, der auch im Rahmen der Euroga entstand, und in Ratingen einen Rundweg mit eigener Markierung.

## Anschlussrouten

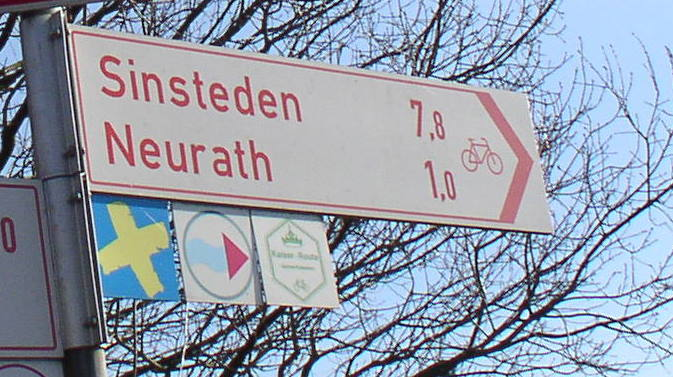
Radwegweiser in der Nähe der Vollrather Höhe (zugleich mit der Niederrheinroute und der Kaiser-Route)

- 2-Länder-Route
- Energiepfad Grevenbroich
- Erft-Radweg
- Fietsallee am Nordkanal
- Kaiser-Route
- Landelijke Fietsroutes